# Chea Sim
Chea Sim (en jemer: ជា សីុម; Roeas Haek, Svay Rieng, 15 de noviembre de 1932-Nom Pen, 8 de junio de 2015) fue un político y militar camboyano, que fue comandante militar de los Jemeres Rojos y, luego de desertar y colaborar en su derrocamiento, uno de los principales líderes del nuevo régimen. Fue presidente del Partido Popular de Camboya (CPP) entre 1991 y 2015, y Presidente del Senado entre 1999, cuando dicho órgano fue creado hasta su muerte. Su título oficial era Samdach Akeak Moha Thomak Pothisal Chea Sim, Protean Protsaphea ney Preah Reacheanachak Kampuchea (សម្តេចអគ្គមហាធម្មពោធិសាល ជា សីុម, ប្រធានព្រឹទ្ធសភា នៃ ព្រះរាជាណាចក្រកម្ពុជា).
Nació el 15 de  noviembre  de 1932 en una modesta familia campesina en el distrito Romeas Hek, provincia de Svay Rieng , Camboya. Cuando era niño, asistió a escuelas en pagodas locales y se convirtió en bonze en 1949 . Se integra en 1951 el movimiento Khmer Issarak , se rebela contra la francesa por la independencia del país.
En 1954 , se unió a los maquis comunistas, donde rápidamente se convirtió en secretario de la sección de Ampil.
Fue en este momento, más precisamente en 1955 , que se casó con Nhem Soeun, de los cuales tuvo 4 hijos y 3 hijas. En 1959 fue nombrado jefe de la provincia de Svay Rieng .
En 1966 , continuó su ascenso y se unió a la dirección del Partido Comunista de Kampuchea (PCK, que pronto será nombrado miembro de la denominación "  Khmer Rouge  ") del distrito de Kam Chay Mean, en la provincia de Prey Veng , luego, en 1970 , se convierte en secretario del PCK para el distrito de Po Near Krek en la provincia de Kompong Cham . En 1976 , se unió a la rama KPC del Sector 20 en la Zona Este, antes de convertirse en su Secretario a principios de 1978. En esta capacidad, es responsable de la prisión del distrito de Ponha Krek, un componente local de laSistema de represión establecido por el régimen Khmer Rouge .
En mayo del mismo año , con mayor probabilidad de escapar de las purgas que caen en la zona oriental, rompió con el régimen Khmer Rouge en el poder y luego se unió a Vietnam . En diciembre de 1978 , es uno de los doce miembros y vicepresidente del Frente Unido Nacional de Kampuchea para el rescate, el movimiento creado a partir de Vietnam por antiguos miembros del Jemer Rojo en desacuerdo fundador.
El 7 de  enero  de 1979 , cuando el ejército vietnamita invadió Camboya y persiguió a los seguidores del poder de Pol Pot , fue nombrado Ministro del Interior del Consejo Popular Revolucionario de Kampuchea creado por las tropas de Hanoi para administrar Camboya. Dejó el gobierno en el de mayo de  1981 , cuando fue elegido diputado de Prey Veng y el presidente de la Asamblea Nacional de la República Popular de Kampuchea , y el Estado de Camboya.
Ocupó varios cargos públicos durante el régimen de la República Popular de Kampuchea, incluyendo al presidencia de la Asamblea Nacional y, con posterioridad, la jefatura de estado durante la transición democrática. Entre 1991 y 2005, estuvo en constante enfrentamiento con el Primer ministro Hun Sen por el control del partido. El enfrentamiento más destacable ocurrió tras la abdicación de Norodom Sihanouk en 2004, y la asunción de Chea Sim, en calidad de Presidente del Senado, como regente hasta la asunción de un nuevo monarca. Chea Sim rechazó tomar partido en las políticas de Hun Sen con respecto a la jefatura de estado y el gobierno de coalición. Si bien inicialmente Chea Sim mantuvo un considerable poder dentro del CPP, rápidamente Hun Sen comenzó a suplantar a los partidarios del presidente por gente afín a sus políticas. Para 2005, la lucha de poder había cesado y Chea Sim, en calidad de Presidente del partido, ejercía una función meramente simbólica.
Tras su muerte el 8 de junio de 2015, el principal opositor al gobierno de Hun Sen, Sam Rainsy, alabó la figura de Chea Sim como un símbolo de resistencia y reconciliación nacional. Sin embargo, su figura continúa siendo controvertida por su relación pasada con los Jemeres Rojos. El director de Human Rights Watch en Asia, Brad Adams afirmó que la libertad de Chea Sim y su presencia en el gobierno eran "una burla a la justicia", acusándolo de haber establecido un estado policial en Camboya durante el régimen del CPP como partido único, y de haber cometido numerosas violaciones a los derechos humanos durante el período previo y posterior al derrocamiento de los Jemeres Rojos.